# Des kleinen Lokführers große Fahrt
Des kleinen Lokführers große Fahrt ist ein Kinderfilm des DDR-Fernsehens aus dem Jahr 1978.

## Handlung
Der kleine Dirk möchte später einmal Lokführer werden, wie sein Großvater es war. Dieser verspricht Dirk, dass er bald einmal selbst eine Lok steuern darf, mit dem Großvater als Beimann. Er erzählt dem Jungen Geschichten über seine abenteuerlichen Fahrten durch die ganze Welt, durch die Wüste oder im Gebirge. In Wahrheit war er aber nur Heizer auf einer Rangierlok und hat auf keiner Fahrt seinen Rangierbahnhof verlassen. Dirks Mutter drängt den Großvater, Dirk endlich die Wahrheit zu sagen und ihm nicht weiter falsche Hoffnungen zu machen.
Seine Freizeit verbringt Dirk damit, neben einer Bahnstrecke zu sitzen, den Streckenabschnitt zu „überwachen“ und den Lokführern zuzuwinken. Susanne, ein etwa gleichaltriges Mädchen, kommt vorbei und Dirk gibt damit an, er habe hier eine wichtige Arbeit zu leisten und der jeden Tag vorbeikommende Lokführer Franz halte öfters an, um sich mit Dirk von Kollege zu Kollege zu unterhalten. Susanne glaubt ihm kein Wort.
Durch Susanne erfährt Dirk die Wahrheit über seinen Großvater und ist zunächst enttäuscht, dass dieser sich seine Geschichten nur ausgedacht hat. Er glaubt auch nicht mehr richtig daran, dass der Großvater sein Versprechen halten wird. Dieser plant jedoch eine Überraschung für Dirk: Er vereinbart mit Franz, dass dieser auf einer Fahrt, bei der er seine Güterzuglok ohne Waggons zum nächsten Bahnhof überführen soll, an einem vereinbarten Punkt kurz anhält. Dirk und der Großvater steigen in den Führerstand und Dirk glaubt tatsächlich, die Lok selbst zu steuern – tatsächlich steuert Franz sie von einem Führerstand am anderen Ende der Lok. Susanne wartet an der Strecke und winkt Dirk zu.
Stolz kehren Großvater und Enkel nach Hause zurück, und Dirk malt sich aus, es habe am Bahnhof einen großen Empfang für ihn gegeben. Auf Drängen der Mutter gibt der Großvater aber die Wahrheit zu: Sowohl über seine Geschichten als auch über die gemeinsame Fahrt. Dirk ist darüber nicht mehr enttäuscht, sondern freut sich über die schönen Geschichten, ob wahr oder „ausgeschmückt“, und über die gemeinsame Zeit mit seinem Großvater.

## Produktion
Der Film wurde vom DEFA-Studio für Spielfilme produziert und am 23. Dezember 1978 in der Sendung Flimmerstunde im 1. Programm des Fernsehens der DDR ausgestrahlt. Am 20. Dezember 1981 lief er unter dem Titel A kis mozdonyvezető nagy utazása auch im ungarischen Fernsehen. 2011 erschien er bei Icestorm Entertainment auf DVD.
Für den siebenjährigen Alexander Geschonnek, Sohn des Hauptdarstellers Erwin Geschonnek, war die Rolle von Dirks Freund Peter die erste Filmrolle.

## Rezeption
„Fürs Fernsehen entstandenes modernes Märchen für Kinder, das vor allem durch die komödiantische Urwüchsigkeit seines Hauptdarstellers Erwin Geschonneck besticht.“